# 于廣
于廣，字天如，山東膠州人，清朝政治人物、進士出身。
康熙四十八年，登進士，改庶吉士。康熙五十二年，任翰林院檢討，后升任翰林院編修。雍正元年，任江南道監察御史、太常寺少卿、大理寺少卿。雍正四年，任河南學政。雍正七年，任雲南學政。